# Minooa
Minooa é um gênero de mariposa pertencente à família Crambidae.